# Vasko Simoniti
Vasko Simoniti (ur. 23 marca 1951 w Lublanie) – słoweński historyk, polityk i nauczyciel akademicki, profesor, w latach 2004–2008 i 2020–2022 minister kultury.

## Życiorys
Absolwent historii na Uniwersytecie Lublańskim z 1977. Doktoryzował się w tej dziedzinie na tej samej uczelni w 1989. Zawodowo jako nauczyciel akademicki związany z macierzystym uniwersytetem. W 1994 i 2000 obejmował kolejne stanowiska profesorskie. W pracy naukowej zajął się m.in. historią ziem słoweńskich we wczesnym okresie nowożytnym, historią Słowenii w XX wieku oraz zagadnieniami z zakresu historiografii.
W latach 1996–1998 był krajowym koordynatorem ds. historiografii w ministerstwie nauki i technologii. Politycznie związany ze Słoweńską Partią Demokratyczną, stanął na czele jej komitetu do spraw kultury. W 2002 kierował kampanią prezydencką popieranej przez SDS Barbary Brezigar. Od grudnia 2004 do listopada 2008 był ministrem gospodarki w rządzie Janeza Janšy. W marcu 2020 został kandydatem na ministra kultury w tworzonym wówczas trzecim rządzie Janeza Janšy. Urząd ten objął w tym samym miesiącu, sprawował go do czerwca 2022.